# Royce Gracie
Royce Gracie (Rio de Janeiro, 12 dicembre 1966) è un ex artista marziale misto brasiliano.
Leggenda e pioniere nello sport delle arti marziali miste, nonché tra i più forti lottatori di sempre, è largamente considerato la più influente figura nella storia delle MMA moderne. Giunse alla fama mondiale grazie al dominio che impose nei primi anni di vita della UFC sconfiggendo avversari molto più grandi di lui e per aver vinto, tra il 1993 e il 1994, i tornei UFC 1, 2 e 4 e per aver pareggiato contro Ken Shamrock in un match per il titolo Superfight a UFC 5. Rese inoltre popolare il jiu jitsu brasiliano, l'arte marziale creata dalla sua famiglia, e rivoluzionò le arti marziali miste lanciando il movimento verso il grappling e l'allenamento incrociato nello sport.
È stato detentore del maggior numero di vittorie per sottomissione nella storia della UFC (undici), tutte conseguite tra UFC 1 e UFC 4 e ora detenuto da Charles Oliveira; con tre tornei vinti, inoltre, è anche il lottatore UFC ad aver vinto il maggior numero di tornei ad eliminazione diretta. Grazie alla vittoria del torneo UFC 2 è l'unico fighter nella storia dell'organizzazione ad aver vinto quattro incontri durante lo stesso evento.
È stato premiato con il riconoscimento Lifetime Achievement Award ai Fighters Only World MMA Awards nel 2013 mentre nel 2014 è stato inserito dalla rivista Sports Illustrated nella lista dei cinquanta più grandi atleti della storia. A partire dallo stesso anno lavora come promotore dell'organizzazione Bellator MMA.

## Carriera nelle arti marziali miste

### Ultimate Fighting Championship
Nato dalla mente di Rorion Gracie e Art Davie, la Ultimate Fighting Championship (UFC) era un torneo a eliminazione di otto uomini con pochissime regole e un premio di 50.000$ dollari per il vincitore. Lo scopo principale era scoprire quali, tra i differenti stili di arti marziali, fossero i più adatti per scontrarsi l'uno contro l'altro. Art Davie mise annunci nelle riviste di arti marziali e mandò lettere a tutti gli artisti marziali che poté per reclutare partecipanti per il suo evento; tra i concorrenti scelti vi furono il kickboxer Patrick Smith, lo shootfighter della Pancrase Ken Shamrock e il campione del mondo di Savate Gerard Gordeau. Mentre Davie riteneva che il fratello maggiore dei Gracie, Rickson, fosse più forte e dotato di Royce e quindi l'ovvia scelta come rappresentante del BJJ, Rorion scelse il più giovane Royce per rappresentare lo stile di famiglia.
Al suo primo incontro Royce sconfisse il boxer Art Jimmerson facendolo cadere a terra tramite una baiana (morote-gari o double-leg), ottenendo una posizione dominante sopra di esso e facendo presa col braccio sinistro di Jimmerson attorno al collo del boxer. Sormontato e con solo un braccio libero, Jimmerson si arrese più per frustrazione che per una reale sottomissione.

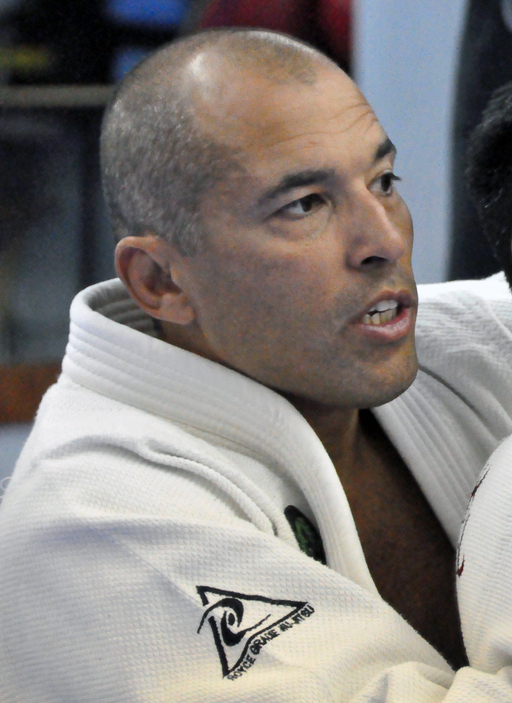
Royce Gracie utilizzò il Brazilian Jiu-Jitsu nei primi anni della UFC per sconfiggere avversari di stazza e forza maggiori

Nelle semifinali lottò contro Ken Shamrock, che aveva mostrato eccellenti abilità nel grappling nella sua vittoria per sottomissione al primo round su Patrick Smith. Gracie si precipitò immediatamente su Shamrock, che si distese efficacemente e salì sopra Gracie. Shamrock poi afferrò la caviglia di Gracie, provando ad usare la stessa tecnica usata nell'incontro precedente, ma Gracie scivolò sopra di lui chiudendolo in una rear-naked choke che forzò Shamrock a cedere per sottomissione. Shamrock, in seguito, dichiarò che a Gracie era stato permesso di usare la sua uniforme, in modo da sfruttarla come elemento per strangolare, mentre a lui non era stato concesso di usare le sue scarpe da wrestling perché gli organizzatori dell'evento dissero che avrebbe potuto usarle come arma, sentendo quindi che le regole del torneo erano state create per favorire Gracie. Royce discusse questa protesta dicendo di non aver usufruito di alcun vantaggio. In finale Gracie superò Gordeau (che si era rotto una mano nel primo incontro del torneo contro Teila Tuli) portando il suo avversario al tappeto e finendolo con un'altra rear-naked choke, trionfando quindi nel primo torneo UFC della storia.
L'anno successivo Royce continuò a lottare nella UFC ottenendo vittorie per sottomissione contro Patrick Smith, il campione europeo di judo Remco Pardoel (del peso di 113 kg) e Kimo Leopoldo. La sua vittoria finale nella UFC fu in un match che durò sedici minuti (non c'erano round né tempo limite), durante il quale fu continuamente schienato dal wrestler di 118 kg Dan Severn. Alla fine del match Royce chiuse le sue gambe in una triangle choke vincendo per sottomissione. Il match durò oltre la durata limite del pay per view e gli acquirenti, che persero la fine del combattimento, chiesero indietro i loro soldi.
A UFC 3 Gracie si ritirò dal combattimento contro Harold Howard a causa della disidratazione derivante dal suo match precedente contro Kimo Leopoldo. Gli annunciatori dissero che la spalla del brasiliano era rimasta infortunata nel precedente round. Prima che il match contro Howard iniziasse, l'angolo di Gracie gettò a terra l'asciugamano.
Il tempo limite fu reintrodotto nel 1995 e Ken Shamrock sarebbe diventato il primo fighter a sopravvivere a un attacco di sottomissioni di Royce Gracie giungendo al pareggio; il match durò trenta minuti, più altri sei di tempo supplementare. Il pareggio aprì un grande dibattito e controversie su chi avesse vinto se ci fossero stati dei giudici o non ci fosse stato un tempo limite. Dopo questo combattimento Royce lasciò la UFC.
All'evento UFC 45, nel novembre 2003 (decimo anniversario del primo torneo UFC), Ken Shamrock e Royce Gracie furono i primi fighter indotti nella UFC Hall of Fame. Il presidente Dana White disse: "Sentiamo che nessun lottatore meritasse più di Royce e Ken di diventare i membri iniziali. Il loro contributo al nostro sport, sia dentro che fuori l'ottagono, potrebbe non venire mai eguagliato".

### PRIDE Fighting Championships
Royce avrebbe dovuto poi affrontare Kazushi Sakuraba nei quarti di finale del PRIDE Grand Prix 2000 Finals. Kazushi Sakuraba, ex wrestler amatoriale e professionista che aveva maturato le sue abilità nelle sottomissioni non dal jiu-jitsu ma dal catch wrestling, aveva vinto un match contro il compagno di squadra Nobuhiko Takada per decisione unanime, prima di trovarsi ad affrontare Royce Gracie. Poiché Royce entrò nel Grand Prix appositamente per combattere contro Sakuraba, i Gracie richiesero regole speciali per il combattimento: un numero illimitato di round da 15 minuti, niente giudici, niente interruzioni arbitrali e le vittorie potevano arrivare solo per KO, sottomissione o gettando la spugna. Sakuraba criticò il diverso regolamento richiesto dai Gracie, ma finì comunque per accettare la sfida.
Gracie e Sakuraba si dettero battaglia per un'ora e mezza. All'inizio del combattimento Sakuraba aveva quasi chiuso i giochi con una knee-bar verso la fine del primo round; più tardi Royce ritornò in vantaggio con una guillotine choke ma Sakuraba non appariva in difficoltà, dal momento che trovò anche il tempo di scherzare col pubblico tentando di far scendere i pantaloni a Gracie. La mancanza di un tempo limite iniziò a funzionare più contro il brasiliano che contro Sakuraba, il quale mostrava una miglior condizione e continuò a colpire Royce invece che tentare una sottomissione prolungando il match.
Mentre il combattimento procedeva le abilità nel wrestling di Sakuraba annullarono l'abilità di Gracie di mettere a segno takedown, arrivando in alcune circostanze a superare la sua guardia. L'onnipresente jiu-jitsu di Royce divenne infine un'arma in favore del wrestler da usare contro il suo avversario, dal momento che Sakuraba lo usò per controllare Gracie nei momenti in cui il combattimento andava a terra. Ad ogni modo, con Sakuraba in controllo dei takedown, questi momenti di lotta a terra diventarono sporadici nel prosieguo del match. Dopo novanta minuti di battaglia pieni di pesanti calci alle gambe, il fratello di Royce gettò l'asciugamano. Gracie non poteva più rimanere in piedi e si ruppe un femore a causa dei danni accumulati. Sakuraba in seguito sconfisse altri membri della famiglia Gracie, inclusi Renzo e Ryan, guadagnandosi il soprannome di "Gracie Hunter" ("il cacciatore di Gracie").
Gracie tornò nella PRIDE nel 2002 per combattere contro la medaglia d'oro giapponese nel judo Hidehiko Yoshida in un match Judo vs. Brazilian Jiu-Jitsu con le regole MMA limitate a queste sole due discipline. Gracie perse l'incontro quando l'arbitro stoppò il match poiché aveva perso i sensi intrappolato in una deep gi-choke. Quasi immediatamente Gracie contestò questa decisione dicendo che fosse pienamente cosciente al momento della sospensione dell'arbitro. In seguito, nel backstage, i Gracie chiesero che il risultato fosse tramutato in un no contest e che fosse programmato un immediato rematch (questa volta con regole differenti); se così non fosse stato, l'intera famiglia Gracie avrebbe abbandonato la PRIDE per non lottarvi mai più. La federazione, disperata al pensiero di perdere la famiglia Gracie, accettò le loro richieste. La rivincita tra Yoshida e Gracie ebbe regole più simili a quelle standard nelle arti marziali miste: l'incontro si tenne all'evento PRIDE Shockwave 2003 il 31 dicembre 2003. Il match, che non aveva dei giudici su richiesta dei Gracie, finì con un pareggio dopo dieci round da due minuti l'uno.
Nel settembre 2004 la Pride si trovò di nuovo in disaccordo con Gracie riguardo alla sua partecipazione al Pride Middleweight Grand Prix 2005 poiché Royce aveva problemi con gli avversari propostigli e con le regole (i combattimenti del Grand Prix dovevano avere un vincitore e non potevano finire in pareggio) e per questo decise di passare alla organizzazione K-1. La PRIDE fece causa a Gracie per aver rotto il suo contratto con loro e, nel settembre 2005, il brasiliano fu costretto a fare delle scuse pubbliche prendendosi la colpa per la cattiva interpretazione del suo contratto da parte del suo manager.

### K-1
Il 31 dicembre 2004 Gracie entrò nel K-1, nella card Dynamite!! all'Osaka Dome, contro l'ex lottatore di sumo e debuttante nelle MMA Akebono Tarō sotto regole speciali (due round da dieci minuti e il match sarebbe potuto finire con un pareggio). Gracie superò in fretta il suo pesante avversario, forzando Akebono a cedere con una shoulder lock dopo 2:13 del primo round. Il match fu arbitrato dal rinomato arbitro delle MMA John McCarthy.
Esattamente un anno dopo, nella card di Dynamite!! del 31 dicembre 2005, Gracie combatté contro il giapponese Hideo Tokoro, un fighter di 65 kg, in un match finito in pareggio dopo 20 minuti. L'avversario originale del brasiliano avrebbe dovuto essere l'alto debuttante coreano Choi Hong-man.

### Ritorno in UFC
Il 16 gennaio 2006 Dana White annunciò che Royce Gracie sarebbe tornato in UFC per combattere contro il campione dei pesi welter Matt Hughes il 27 maggio 2006 all'evento UFC 60. Questo fu un match non titolato con il catchweight a 175 libbre sotto le regole dell'UFC e della commissione atletica dello Stato della California. Per prepararsi, Gracie si allenò nel Muay thai e fu frequentemente mostrato in materiali pubblicitari della Fairtex. Nel primo round, Hughes iper-estese il braccio di Gracie in una potente leva ma questi rifiutò di cedere ostentando un'espressione calma nel volto; Hughes aveva affermato, in precedenti interviste, che avrebbe preferito farsi spezzare il braccio che essere sottomesso. Hughes vinse poi il combattimento per TKO al minuto 4:39 del primo round.
Royce, dopo il combattimento, disse a Hughes di volere un rematch e di non essere sorpreso dalla sua performance: "No, sapevamo cosa stava pianificando di fare. Avevamo elaborato un piano di combattimento prima del match e ha fatto esattamente quello che ci aspettavamo. Mi sono sovra-preparato per il match. Questo è tutto. Ho iniziato ad allenarmi troppo, troppo duramente e per troppo tempo. Ha fatto esattamente ciò che ci aspettavamo".

### Rematch contro Sakuraba e squalifica per doping
L'8 maggio 2007 la EliteXC annunciò che l'avversario di Gracie, il 2 giugno all'evento Dynamite!! USA a Los Angeles, California, sarebbe stato il figher giapponese Kazushi Sakuraba.
In combattimento molto strategico e privo di avvenimenti, Gracie superò Sakuraba con una controversa decisione unanime e non pochi spettatori e siti di MMA pensarono che Sakuraba avesse vinto il match: Sherdog assegnò un punteggio di 29–28 in favore del giapponese. Dopo l'incontro Royce fu trovato con elevati livelli di nandrolone nel sangue. "L'uso di steroidi equivale semplicemente a imbrogliare" disse Armando Garcia, direttore esecutivo della commissione atletica della California; "Non sarà tollerato in questo stato".
Gracie fu multato di 2.500 dollari (la sanzione massima che la commissione può imporre) e sospeso fino al 30 maggio 2008. Il membro della commissione atletica della California Bill Douglas disse a MMAWeekly: "Attualmente le nostre regole non ci permettono di ribaltare una decisione in base al risultato di un test antidoping. Ad ogni modo, Armando Garcia e io ci incontreremo col procuratore generale per iniziare il processo di modifica delle esistenti leggi per incorporare queste regole per il futuro. Tutto dovrebbe risolversi come ho anticipato, mi aspetto di vedere i cambiamenti entro la fine dell'anno".
Royce Gracie decise di difendersi dalle accuse durante un'intervista online nel maggio 2009, due anni dopo il fatto, dicendo che il suo peso nel primo evento UFC era di 178 libbre e affermando che nel suo match contro Sakuraba il peso era solo di 180 libbre, avendo guadagnato quindi solo due libbre (0,907 kg). Questo fu ampiamente messo in discussione dagli esperti e in particolare che il suo peso fosse in realtà 188 libbre per l'incontro con Sakuraba. Secondo ESPN "Gracie era in possesso di un fisico esagerato, ma era chiaro che fosse più scolpito nel match del 2 giugno contro Kazushi Sakuraba di quanto lo fosse nel maggio 2006 nel match contro Matt Hughes. Nell'incontro precedente pesava 175 libbre (79,3 kg); contro Sakuraba, era 188 (85,2 kg). Non c'è bisogno di essere un nutrizionista per osservare che un aumento della massa muscolare di 13 libbre (5,89 kg) all'età di 40 anni è un'impresa straordinaria per un atleta vicino al mezzo secolo".

### Possibile ritorno in UFC e ritiro
Sebbene Gracie non si considerasse ufficialmente ritirato, il brasiliano non cercava nemmeno di organizzare degli incontri; in particolare rivelò a FanHouse: "Mi viene proposto continuamente. Rispondo solamente: 'Mettete su uno show e posso combattere'. È semplice. Ma non ho davvero l'urgenza di lottare, quella rabbia per lottare". In un'intervista del dicembre 2010 disse che avrebbe potuto lottare in un superfight ma che stava trattando il suo ritorno per il 2011.
Il 5 dicembre 2010 la UFC tenne una conferenza stampa a Rio De Janeiro annunciando un evento il 27 agosto 2011 all'HSBC Arena. Durante la conferenza stampa Royce disse: "Questo ritorno della UFC in Brasile mi tocca da vicino, facendomi sentire il desiderio di tornare nell'ottagono. Tutto è in fase di negoziazione con Dana White. Aspettiamo". L'11 marzo 2011, il profilo di Royce Gracie fu aggiunto di nuovo all'elenco dei combattenti attivi di ufc.com come peso medio e il suo manager disse che stava effettivamente negoziando con la UFC per un ritorno nell'ottagono dicendo che era solo questione di "mettere le cose per iscritto" e che c'era molto tempo per farlo. White rivelò tuttavia a MMA Fighting che la promozione non aveva interesse a proporre un match a Royce per l'evento di agosto a Rio de Janeiro, smentendo le voci su colloqui tra le parti che avrebbero potuto portare a un ritorno del brasiliano.
Il 15 novembre 2013, a UFC 167 nel 20º anniversario dell'UFC, Royce Gracie confermò al giornalista MMA Ariel Helwani che si era ritirato dalle competizioni di arti marziali miste.

### Ritorno con Bellator
All'evento Bellator 145, fu annunciato che Gracie sarebbe tornato dal ritiro per affrontare il rivale Ken Shamrock in terzo finale incontro, che si sarebbe svolto il 19 febbraio 2016, al Bellator 149. Gracie vinse l'incontro per KO tecnico al primo round. La vittoria non fu esente da polemiche poiché i replay mostrarono che Gracie aveva sferrato un colpo di ginocchio che aveva sfiorato l'inguine di Shamrock. Shamrock protestò per l'interruzione, tuttavia l'incontro fu ufficialmente dichiarato una vittoria per Gracie. In seguito fu annunciato che Shamrock aveva fallito il test antidoping avvenuto prima del combattimento.

## Risultati nelle arti marziali miste
| Risultato | Record | Avversario       | Metodo                              | Evento                              | Data             | Round | Tempo | Città                    | Note                                                                       |
| --------- | ------ | ---------------- | ----------------------------------- | ----------------------------------- | ---------------- | ----- | ----- | ------------------------ | -------------------------------------------------------------------------- |
| Vittoria  | 15–2–3 | Ken Shamrock     | KO Tecnico (ginocchiate e pugni)    | Bellator 149                        | 19 febbraio 2016 | 1     | 2:22  | Houston, Stati Uniti     |                                                                            |
| Vittoria  | 14–2-3 | Kazushi Sakuraba | Decisione (unanime)                 | Dynamite!! USA                      | 2 giugno 2007    | 3     | 5:00  | Los Angeles, Stati Uniti |                                                                            |
| Sconfitta | 13–2-3 | Matt Hughes      | KO Tecnico (pugni)                  | UFC 60: Hughes vs. Gracie           | 27 maggio 2006   | 1     | 4:39  | Los Angeles, Stati Uniti |                                                                            |
| Parità    | 13–1-3 | Hideo Tokoro     | Parità                              | K-1 PREMIUM 2005 Dynamite!!         | 31 dicembre 2005 | 2     | 10:00 | Osaka, Giappone          |                                                                            |
| Vittoria  | 13–1-2 | Akebono Tarō     | Sottomissione (omoplata)            | K-1 PREMIUM 2004 Dynamite!!         | 31 dicembre 2004 | 1     | 2:13  | Osaka, Giappone          |                                                                            |
| Parità    | 12–1-2 | Hidehiko Yoshida | Parità                              | Pride Shockwave 2003                | 31 dicembre 2003 | 2     | 10:00 | Saitama, Giappone        |                                                                            |
| Sconfitta | 12–1-1 | Kazushi Sakuraba | KO Tecnico (stop medico)            | Pride Grand Prix 2000 Finals        | 1º maggio 2000   | 6     | 15:00 | Tokyo, Giappone          | Pride 2000 Openweight Grand Prix, Quarti di finale                         |
| Vittoria  | 12–0-1 | Nobuhiko Takada  | Decisione (unanime)                 | Pride Grand Prix 2000 Opening Round | 30 gennaio 2000  | 1     | 15:00 | Tokyo, Giappone          | Pride 2000 Openweight Grand Prix, Primo turno                              |
| Parità    | 11–0-1 | Ken Shamrock     | Parità                              | UFC 5: The Return of the Beast      | 7 aprile 1995    | 1     | 36:00 | Charlotte, Stati Uniti   | Per il titolo Superfight UFC                                               |
| Vittoria  | 11–0   | Dan Severn       | Sottomissione (triangolo)           | UFC 4: Revenge of the Warriors      | 16 dicembre 1994 | 1     | 15:49 | Tulsa, Stati Uniti       | Vince il torneo UFC 4                                                      |
| Vittoria  | 10–0   | Keith Hackney    | Sottomissione (armlock)             | UFC 4: Revenge of the Warriors      | 16 dicembre 1994 | 1     | 5:32  | Tulsa, Stati Uniti       | Torneo UFC 4, Semifinale                                                   |
| Vittoria  | 9–0    | Ron van Clief    | Sottomissione (rear naked choke)    | UFC 4: Revenge of the Warriors      | 16 dicembre 1994 | 1     | 3:59  | Tulsa, Stati Uniti       | Torneo UFC 4, Quarti di finale                                             |
| Vittoria  | 8–0    | Kimo Leopoldo    | Sottomissione (armlock)             | UFC 3: The American Dream           | 9 settembre 1994 | 1     | 1:17  | Charlotte, Stati Uniti   | Torneo UFC 3, Quarti di finale; Gracie si ritira dal torneo per sfinimento |
| Vittoria  | 7–0    | Patrick Smith    | KO Tecnico (Sottomissione ai pugni) | UFC 2: No Way Out                   | 11 marzo 1994    | 1     | 1:17  | Denver, Stati Uniti      | Vince il torneo UFC 2                                                      |
| Vittoria  | 6–0    | Remco Pardoel    | Sottomissione (lapel choke)         | UFC 2: No Way Out                   | 11 marzo 1994    | 1     | 1:31  | Denver, Stati Uniti      | Torneo UFC 2, Semifinale                                                   |
| Vittoria  | 5–0    | Jason DeLucia    | Sottomissione (armlock)             | UFC 2: No Way Out                   | 11 marzo 1994    | 1     | 1:07  | Denver, Stati Uniti      | Torneo UFC 2, Quarti di finale                                             |
| Vittoria  | 4–0    | Minoki Ichihara  | Sottomissione (lapel choke)         | UFC 2: No Way Out                   | 11 marzo 1994    | 1     | 5:08  | Denver, Stati Uniti      | Torneo UFC 2, Primo turno                                                  |
| Vittoria  | 3–0    | Gerard Gordeau   | Sottomissione (rear naked choke)    | UFC 1: The Beginning                | 12 novembre 1993 | 1     | 1:44  | Denver, Stati Uniti      | Vince il torneo UFC 1                                                      |
| Vittoria  | 2–0    | Ken Shamrock     | Sottomissione (rear naked choke)    | UFC 1: The Beginning                | 12 novembre 1993 | 1     | 0:57  | Denver, Stati Uniti      | Torneo UFC 1, Semifinale                                                   |
| Vittoria  | 1–0    | Art Jimmerson    | Sottomissione (smother choke)       | UFC 1: The Beginning                | 12 novembre 1993 | 1     | 2:18  | Denver, Stati Uniti      | Torneo UFC 1, Quarti di finale                                             |

## Curiosità
Compare nel video della canzone dei Sepultura Attitude insieme a Danny Trejo e ad altre celebrità molto popolari in Brasile.